# Екзотичне весілля
«Екзотичне весілля» (англ. Destination Wedding) — романтична комедійна стрічка про двох незнайомців: холостяка Френка і самотню Ліндсі, яких запросили на одне весілля. В Україні фільм вперше продемонстрували 30 серпня 2018 року.

## Сюжет
Жінка та чоловік зустрічаються в черзі на посадці в літак. Після кількох фраз у них виникає словесна перепалка. У літаку на 8 місць вони змушені сісти разом. Двоє з'ясовують, що летять за запрошеннями на одне весілля: Френк до свого зведеного брата Кіта, який запросив Ліндсі, з якою колись зустрічався й кинув її за кілька тижнів до весілля.
Ліндсі та Френк усюди опинялися разом: таксі, сусідні суміжні кімнати в готелі, спільний столик на святі. Все більше спілкуючись, неприязнь між ними зникає, вони залюбки розмовляють разом, спостерігаючи за іншими. Основний захід проводився на виноградниках. Ліндсі вмовляє Френка понести її на руках. На церемонії вони вдвох нудьгують. Тоді пара втікає та гуляє на околицях. Зустрівши хижого звіра, Френк проганяє його. Вони відчувають потяг один до одного. Герої повертаються в номер та займаються сексом.
Повернувшись у рідне місто, Френк і Ліндсі вирішують не обмінюватись адресами, але залишившись на одинці починають сумувати. Френк приходить до Ліндсі.

## У ролях
| Актор          | Роль   |
| -------------- | ------ |
| Кіану Рівз     | Френк  |
| Вайнона Райдер | Ліндсі |

## Створення фільму

### Виробництво
Зйомки фільму проходили в Пасо-Роблес, Каліфорнія, крім того Вайнона Райдер і Кіану Рівз були помічені в аеропору Сан-Луїс-Обіспо. Основні зйомки тривали близько 9 днів.

### Знімальна група
- Кінорежисер — Віктор Левін
- Сценарист — Віктор Левін
- Кінопродюсери — Роберт Джонс, Елізабет Делл
- Композитор — Вільям Росс
- Кінооператор — Джорджио Скалі
- Кіномонтаж — Метт Меддокс
- Художник-постановник — Каллі Андредіс
- Артдиректор — Том Кастроново
- Художник-костюмер — Джастін Сеймур
- Підбір акторів — Пем Діксон[5]

## Сприйняття
Фільм отримав змішані відгуки. На сайті Rotten Tomatoes оцінка стрічки становить 46 % на основі 50 відгуків від критиків (середня оцінка 5,7/10) і 62 % від глядачів із середньою оцінкою 3,5/5 (531 голос). Фільму зарахований «гнилий помідор» від кінокритиків та «попкорн» від глядачів, Internet Movie Database — 6,0/10 (8 920 голосів), Metacritic — 46/100 (19 відгуків критиків) і 7,0/10 (17 відгуків від глядачів).